# Lista över Xbox-spel som inte är kompatibla med Xbox 360
Denna lista innehåller spel som fungerar på den första och ursprungliga Xbox-enheten och som inte fungerar på dess uppföljare Xbox 360.
Se även: Lista över Xbox-spel som är kompatibla med Xbox 360

## Numerisk
- 2002 Fifa World Cup
- 4x4 Evolution2

## A
- Aggressiv Inline
- Alien Hominid
- All-Star Baseball 2004
- All-Star Baseball 2005
- Alter Echo
- AMF Bowling 2004
- Antz Extreme Racing
- Aquaman: Battle for Atlantis
- Arctic Thunder
- Armed and Dangerous
- Arx Fatalis
- Azurik

## B
- Backyard Wrestling
- Bad Boys: Miami Takedown
- Baldur's Gate: Dark Alliance
- Batman: Dark Tomorrow
- Batman: Rise of Sin Tzu
- Batman: Vengeance
- Beyond Good and Evil
- Bicycle Casino 2005
- Bionicle
- Black Stone: Magic & Steel
- Blade II
- BloodRayne
- BloodRayne 2
- Bloodwake
- Bloody Roar Extreme
- Broken Sword: The Sleeping Dragon
- Bruce Lee: Quest Of The Dragon
- Buffy the Vampire Slayer
- Burnout

## C
- Cel Damage
- Chase: Hollywood Stunt Driver
- Chessmaster
- The Chronicles of Riddick: Escape from Butcher Bay
- Colin McRae Rally 3
- Conflict: Desert Storm II
- Corvette
- Crash Bandicoot: The Wrath of Cortex
- Crash Nitro Kart
- Crazy Taxi 3: High Roller
- Crimson Sea

## D
- Dakar 2
- Dance Dance Revolution: Ultramix
- Dark Summit
- Dave Mirra Freestyle BMX 2
- Dead Man's Hand
- Dead or Alive Xtreme Beach Volleyball
- Def Jam: Fight for NY
- Defender[särskiljning behövs]
- Deus Ex: Invisible War
- Dino Crisis 3
- Disney's Extreme Skate Adventure
- Dr. Muto
- Dragon's Lair 3D: Return to the Lair
- DRIV3R
- Dukes of Hazzard: Return of the GL
- Dungeons & Dragons: Heroes
- Dynasty Warriors 3
- Dynasty Warriors 4

## E
- Enclave
- Enter the Matrix
- ESPN College Hoops
- ESPN International Winter Sports 2002
- ESPN Major League Baseball
- ESPN NBA 2K5
- ESPN NBA 2Night 2002
- ESPN NBA Basketball
- ESPN NFL 2K5
- ESPN NFL Football
- ESPN NFL Prime Time 2002
- ESPN NHL 2K5
- ESPN NHL Hockey
- ESPN Winter X-Games Snowboarding 2002
- Evil Dead: A Fistful of Boomstick

## F
- Fallout: Brotherhood of Steel
- Fatal Frame
- FIFA Soccer 2005
- Finding Nemo
- Ford Racing 2
- Freaky Flyers
- Furious Karting

## G
- Galleon: Islands of Mystery
- Gauntlet: Dark Legacy
- Ghost Recon: Island Thunder
- Ghost Recon 2
- Ghost Recon 2: Expansion Pack
- Gladiator: Sword of Vengeance
- Gladius
- Godzilla: Destroy All Monsters - Melee
- Group S Challenge
- Guilty Gear X2 #Reload
- Gun Metal
- Gunvalkyrie

## H
- Harry Potter och fången från Azkaban
- Harry Potter: Världsmästerskapen i Quidditch
- Haunted Mansion
- Headhunter: Redemption
- High Heat Baseball 2004
- Hitman 2: Silent Assassin
- Hunter The Reckoning: Redeemer
- Hunter: The Reckoning

## I
- IHRA Drag Racing 2004
- Indiana Jones and the Emperor's Tomb
- IndyCar Series
- IndyCar Series 2005
- I-Ninja
- Inside Pitch 2003

## J
- James Bond 007: Agent Under Fire
- James Bond 007: Everything or Nothing
- Jaws Unleashed

## K
- Kakuto Chojin
- Kingdom Under Fire: The Crusaders
- Knight's Apprentice
- Knockout Kings 2002
- Kung Fu Chaos

## L
- Legacy of Kain: Defiance
- Legends of Wrestling
- Legends of Wrestling II
- Links 2004
- Loons - The Fight For Fame
- The Lord of the Rings: The Fellowship of the Ring
- The Lord of the Rings: Return of the King
- The Lord of the Rings: The Two Towers
- Lotus Challenge

## M
- Metal Gear Solid 2: Substance
- Midtown Madness 3
- Madagaskar

## N
- Need for Speed: Most Wanted

## O
- Oddworld: Munch's Oddysee
- Otogi: Myth of Demons
- Outlaw Golf

## P
- Pac-Man World 2
- Phantasy Star Online Ep. I & II
- Pirates of the Caribbean
- Powerdrome
- Prisoner of War
- Pro Cast Sports Fishing
- Pro Evolution Soccer 4
- Pro Fishing Challenge
- Psi-Ops: The Mindgate Conspiracy
- Pulse Racer

## R
- R: Racing Evolution
- RalliSport Challenge 2
- Rally Fusion: Race of Champions
- Rapala Pro Fishing
- Rayman 3: Hoodlum Havoc
- Reign of Fire
- Robin Hood: Defender of the Crown
- Robocop
- Rocky
- Rollercoaster Tycoon
- Room Zoom
- Rugby 2005
- Run Like Hell

## S
- SSX Tricky
- Sudeki

## U
- UFC: Tapout 2
- Ultimate Fighting Championship: Tapout
- Unreal Championship
- Unreal II: The Awakening

## V
- Van Helsing
- Voodoo Vince
- V-Rally 3

## X
- X2: Wolverine's Revenge
- Xbox Music Mixer
- XGRA
- X-Men Legends
- X-Men: Next Dimension

## Y
- Yu-Gi-Oh! Dawn of Destiny

## Z
- Zapper